# 鬱矛麗魚
鬱矛麗魚為輻鰭魚綱鱸形目隆頭魚亞目慈鯛科的其中一種，分布於南美洲布蘭科河、黑河、埃塞奎博河、Corantijn河等流域，體長可達24公分，棲息在流速快、深色水質的溪流，生活習性不明。

## 擴展閱讀
維基物種上的相關：鬱矛麗魚